# 楠德尔施塔特
楠德尔施塔特是德国巴伐利亚州的一个市镇。总面积34.30平方公里，总人口5026人，其中男性2542人，女性2484人（2011年12月31日），人口密度147人/平方公里。